# Lucía Puenzo

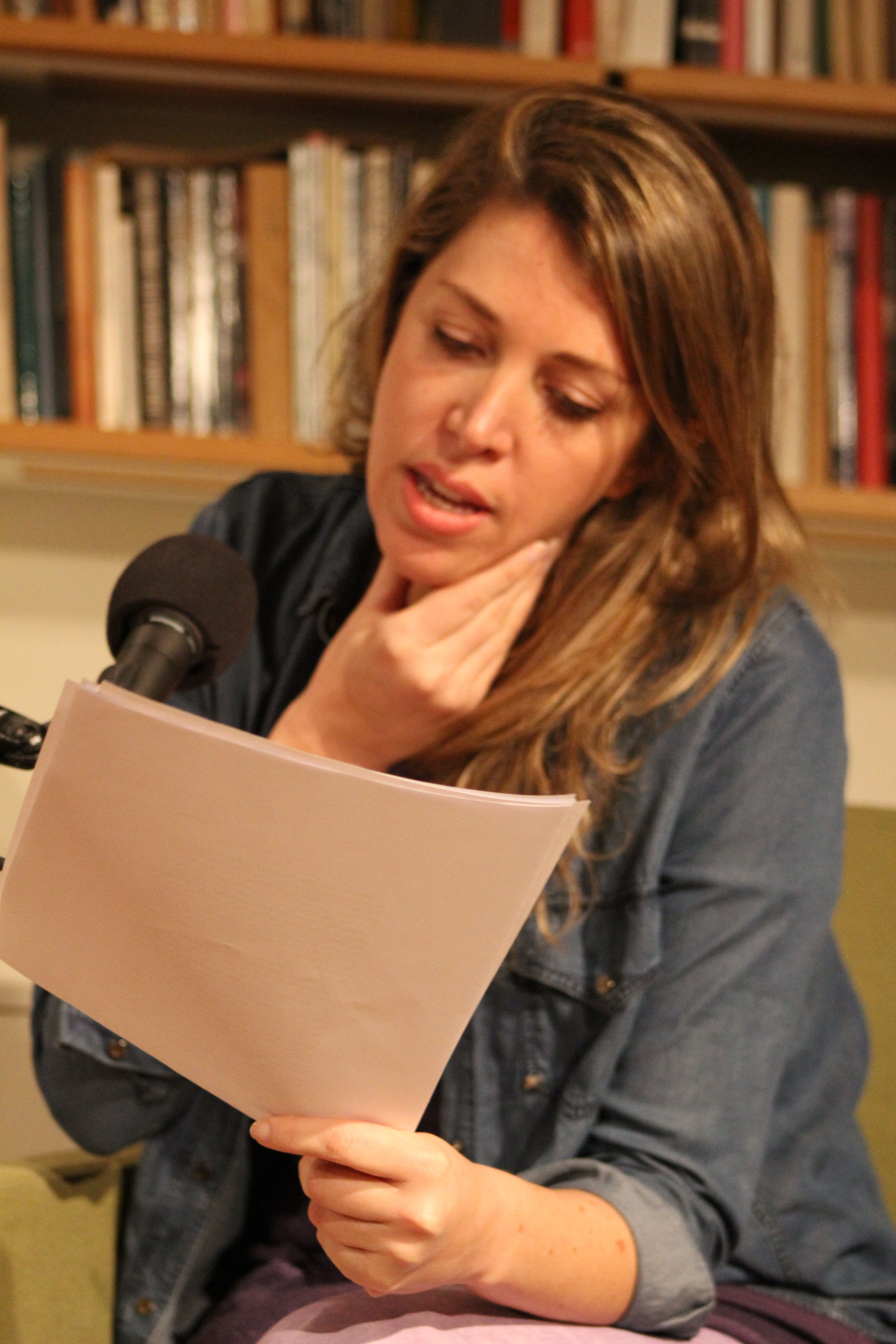
Autrice del libro Wakolda, al lancio della sua pubblicazione ad Oslo, Norvegia, nell'ottobre del 2013

Lucía Puenzo (Buenos Aires, 28 novembre 1976) è una regista cinematografica, sceneggiatrice e scrittrice argentina.

## Biografia
È figlia del regista cinematografico Luis Puenzo.
Ha esordito nella regia nel 2007 con XXY, ispirato al racconto Cinismo di Sergio Bizzio, con cui ha vinto molti premi internazionali: tra cui il Grand Prix della Settimana della Critica al Festival di Cannes (2007), un Premio Goya ed un Premio Ariel per la miglior pellicola straniera e premi per miglior film e miglior regia ai festival di Edimburgo, Bangkok, Atene e Montreal.

## Filmografia

### Regista
- Los invisibles (2005)
- XXY (2007)
- El niño pez (2009)
- The German Doctor (2013)

### Sceneggiatrice
- Historias cotidianas (2000)
- La puta y la ballena (2003)
- A través de tus ojos (2006)
- XXY (2007)
- El niño pez (2009)
- The German Doctor (2013)